# Robert Rauschenberg
Milton Ernest Rauschenberg, conosciuto come Robert Rauschenberg (Port Arthur, 22 ottobre 1925 – Captiva Island, 12 maggio 2008), è stato un artista e pittore statunitense, che fu vicino alla pop art senza però mai aderirvi realmente, innescando invece una inedita corrispondenza con l'espressionismo astratto.

## Biografia
Nacque come Milton Ernest Rauschenberg a Port Arthur, in Texas, figlio di Dora Carolina Matson ed Ernest R. Rauschenberg, di discendenza tedesca e nativa americana Cherokee, mentre sua madre era di discendenza anglosassone. I suoi genitori erano cristiani fondamentalisti. Rauschenberg, affetto da dislessia, a 16 anni venne ammesso all'università del Texas ad Austin, dove iniziò a studiare farmacia. Venne chiamato alle armi nella Marina Militare degli Stati Uniti nel 1943 in California, dove prestò servizio come tecnico all'ospedale psichiatrico, fino al suo congedo nel 1945.
Studiò all'Istituto d'arte di Kansas City e all'Académie Julian a Parigi, in Francia, dove incontrò la pittrice Susan Weil. Nel 1948 Rauschenberg e Weil decisero di frequentare il Black Mountain College nella Carolina del Nord. Qui, Josef Albers, uno dei fondatori della Bauhaus, fu l'istruttore di pittura di Rauschenberg. I corsi preliminari di Albers si basavano su una rigida disciplina che non permetteva alcuna “sperimentazione non influenzata”.
Dal 1949 al 1952 Rauschenberg studiò con Vaclav Vytlacil e Morris Kantor presso l'Art Students League di New York, dove incontrò i colleghi artisti Knox Martin e Cy Twombly.
Nel 1950 sposò Susan Weil. Il loro unico figlio, Christopher, nacque il 16 luglio 1951. Divorziarono nel 1953. Dopo la fine del suo matrimonio, secondo quanto riferito dal compositore Morton Feldman nel 1987, Rauschenberg ebbe relazioni romantiche con i colleghi artisti Cy Twombly e Jasper Johns, tra gli altri. Un articolo di Jonathan D. Katz afferma che la relazione di Rauschenberg con Twombly iniziò durante il suo matrimonio con Susan Weil. Rauschenberg ebbe poi una relazione durata per 25 anni, fino alla sua morte, con l'artista Darryl Pottorf, che era prima stato suo assistente.
Morì di arresto cardiaco dopo la decisione personale di staccare il respiratore.

## Contributo artistico
L'approccio di Rauschenberg a volte veniva considerato “Neo Dadaista”, un'etichetta che condivise con il pittore Jasper Johns. Rauschenberg veniva citato quando affermava di voler lavorare “nel vuoto, tra arte e vita”, suggerendo che contestava la distinzione tra oggetti d'arte ed oggetti quotidiani, rievocativo delle questioni innalzate dall'opera la Fontana del pioniere dadaista, Marcel Duchamp. Allo stesso tempo, i dipinti di Johns di numeri, bandiere, lettere, stavano riprendendo il messaggio di Duchamp del ruolo dell'osservatore in grado di modificare il significato dell'arte.
Inoltre, nel 1961, Rauschenberg fece un passo in ciò che poteva essere considerata la direzione opposta dal sostenere il ruolo di creatore nel modificare il significato dell'arte. Rauschenberg fu invitato a partecipare ad una mostra alla galleria Iris Clert, dove alcuni artisti erano chiamati a creare e mostrare un ritratto dello stesso proprietario, Iris Clert. La presentazione di Rauschenberg consisteva in un telegramma inviato alla galleria dichiarando, "Questo è il ritratto di Iris Clert, se io dico così".
Dall'autunno del 1952 alla primavera del 1953 viaggiò attraverso l'Europa e il Nord Africa insieme al suo collega artista e compagno Cy Twombly. In Marocco, creò collage e cassette prese dalla spazzatura. Li riportò in Italia e li esibì nelle gallerie di Roma e Firenze. Molti vennero venduti; quelli invenduti li gettò nel fiume Arno. Dal suo soggiorno, 38 collage sopravvissero. In un famoso citato incidente del 1953, Rauschenberg eliminò un disegno di de Kooning, disegno che ottenne dal suo collage per l'espresso obiettivo di eliminarlo come dichiarazione artistica. Il risultato è intitolato "Erased de Kooning Drawing".
Dal 1962, i dipinti di Rauschenberg iniziavano ad incorporare non solo oggetti trovati, ma anche immagini trovate: fotografie trasferite sulla tela tramite il processo di serigrafia. Precedentemente usata solo in applicazioni commerciali, la serigrafia permetteva a Rauschenberg di indirizzare la multipla riproducibilità di immagini, ed il conseguente appiattimento che implica l'esperienza. In questo rispetto, il suo lavoro è contemporaneo a quello di Andy Warhol, e sia Rauschenberg che Johns sono frequentemente citati come importanti precursori della Pop Art americana.
Nel 1966 Billy Kluever e Rauschenberg lanciarono ufficialmente il progetto, "Esperimenti in Arte e Tecnologia" (E.A.T.), un'organizzazione non-profit creata per promuovere collaborazioni fra artisti e ingegneri.
Nel 1969 la NASA invitò Rauschenberg ad assistere al lancio di Apollo 11. In risposta a questo evento storico, Rauschenberg creò il suo progetto di litografie, “Stoned Moon Series”. Il progetto includeva la combinazione di diagrammi a altre immagini dagli archivi della NASA con fotografie da vari organi di stampa.
A partire dal 2003 lavorò dalla sua casa e studio a Captiva, in Florida. Il suo primo progetto sull'isola, risale al 1970, e consisteva in una serigrafia lunga 16,5 metri chiamata, “Current”, composta dai quotidiani dei primi due mesi dell'anno, seguita, nel 1971, da “Cardboards”, mentre, tra il 1973 ed il 1974 da “Early Egyptians”, una serie di rilievi murali e sculture costruite da scatole usate. Utilizzando una tecnica di sua creazione chiamata, solvent-transfer, stampò anche su tessuti: con questa tecnica, tra il 1974 ed il 1976, crea, l”Hoarfrosts”, tra il 1975 ed il 1976, "Spreads", e "Jammers", una serie di pareti di seta colorata composta e da varietà di pavimento di metalli riflettenti, come acciaio e alluminio. In aggiunta, per tutti gli anni '90, pur lavorando con tecniche più rudimentali, come il fresco umido, Rauschenberg continuò a utilizzare nuovi materiali. Con la tecnica fresco-umido, crea, nel 1996, la serie "Arcadian Retreat", e, tra il 1995 ed il 2000, con il trasferimento di immagini a mano, gli "Anagrams". Come parte del suo impegno con le ultime innovazioni tecnologiche, iniziò ad eseguire stampe digitali Iris e a usare, nei suoi processi di trasferimento, tinte vegetali biodegradabili, sottolineando il suo impegno per la cura dell'ambiente.

### White paintings, Black paintings, Red paintings
Nel 1951 Rauschenberg creò i cosiddetti "White paintings", nella tradizione del dipinto monocromatico, il cui scopo era di ridurre il dipinto alla sua natura più essenziale, e conseguentemente indurlo alla possibilità di una pura esperienza. I “White paintings” vennero esposti a New York, nell'ottobre 1953, presso la Stable Gallery di Eleanor Ward. Appaiono prima per essere essenzialmente neri, su tela bianca. Comunque, un commentatore affermò che “piuttosto che pensare a loro come riduzioni distruttive, può essere più produttivo vederle come fece John Cage, come schermi ipersensibili – ciò che Cage suggestivamente descriveva come “aeroporti di luci, ombre e particolari”. Di fronte a loro, le più piccole alterazioni nella luce e dell'atmosfera potevano essere registrate e rese visibili sulla loro superficie. Lo stesso Rauschenberg affermò che erano affetti dalle condizioni ambientali, “così puoi almeno dire quante persone ci sono nella stanza”. I "Black Paintings" del 1951 come i "White Paintings" erano realizzati su pannelli multipli: anch'essi erano opere monocromatiche. Qui Rauschenberg incorporò parti di giornale nel dipinto lavorando il foglio nella pittura, così che da una certa angolatura il giornale potesse essere visto, mentre da altre no. Tra il 1953 ed il 1954, Rauschenberg si è mosso dai dipinti monocromatici delle serie "White Painting" e "Black Painting", alle serie, "Red Painting". Questi dipinti erano realizzati utilizzando diversi tipologie di applicazione della pittura rossa, con l'aggiunta di materiali come legno, unghie, carta di giornale e altri, sulle cui tele creavano superfici complesse, precursori delle famose serie “Combines” di Rauschenberg.

### Combines
Rauschenberg trovava oggetti che lo interessavano per le strade e le discariche di New York City e le portava al suo studio dove potevano diventare parte integrante del suo lavoro. Reclamò che lui "voleva qualcos'altro di ciò che poteva fare da solo, utilizzando la sorpresa insita negli oggetti raccolti dalla collettività, attraverso i quali vivere il senso generoso della sorpresa. E se all'inizio non fosse stata vissuta come una sorpresa, ci sarebbe stato un momento in cui l'avrebbe raggiunta. Così l'oggetto in sé, essendo estrapolato dal suo contesto, diventava una cosa nuova."
Il commento di Rauschenberg riguardante il "vuoto creato fra arte e vita" poteva essere visto come un'affermazione che fornisce un punto di partenza per una comprensione dei suoi contributi come artista. In particolare la sua serie di opere che aveva chiamato "Combines", servivano come esempi per mostrare che i confini delineati fra arte e scultura potevano essere spezzati, così che entrambi potessero essere presenti in una singola opera d'arte. Tecnicamente, per “Combines” si riferisce ai lavori di Rauschenberg realizzati tra il 1954 ed il 1962, ma l'artista aveva iniziato a lavorare con i collage di carta di giornale e materiali fotografici con l'impeto di combinare, sia i materiali da pittura, che oggetti di tutti i giorni, come l'abbigliamento, rottami urbani e animali tassidermici, impeto che si concretizzò nell'opera, "Monogram". Continuò con questa tecnica per tutta la sua vita artistica.
Le sue opere transitorie che condussero alla creazione di "Combines" furono "Charlene" e "Collection", entrambe del 1954, dove combinò tecniche di collage. Qui iniziò ad incorporare oggetti come sciarpe, lampadine, specchi, fumetti, e parti di fasulli cornicioni architettonici. Uno dei primi dei "Combines", realizzato nel 1955, dal nome, “Bed” venne creato sgocciolando pittura rossa attraverso un piumino. Il piumino più tardi veniva disteso e mostrato come se fosse un'opera d'arte. Alcuni critici, secondo The Daily Telegraph, consideravano tale opera come un simbolo della violenza e dello stupro. "Canyon" del 1959 conteneva un'aquila dalla testa bianca imbalsamata che suscitò le ire delle istituzioni perché l'animale era una specie protetta dalla legge “Bald and Golden Eagle Protection Act” del 1940; una capra d'Angora imbalsamata con pittura sul muso era presente nel “Monogram” del 1955-1959.
All'inizio i critici vedevano le "Combines", più in termini di aspetti formali dell'arte, dove la forma, il colore, la struttura e la composizione erano a disposizione di questi. Questa visione degli anni '60 è cambiata nel tempo, così più recentemente i critici e gli storici d'arte vedono le "Combines" come portatrici di messaggi codificati difficili da decifrare, in quanto non esiste un ordine apparente alla presentazione degli oggetti.

### Spettacolo e danza
Dai primi anni '50 fino al 2007 Rauschenberg disegnò una serie di costumi di danza, sia per Merce Cunningham, Paul Taylor, e Trisha Brown, che per le proprie produzioni. Negli anni '60 venne coinvolto nei radicali esperimenti di danza teatrale alla Judson Memorial Church del Greenwich Village, vicino agli esperimentalisti collegati a Merce Cunningham, come Carolyn Brown, Viola Farber, e Steve Paxton. Rauschenberg ha addirittura coreografato se stesso. La collaborazione a tempo pieno di Rauschenberg con la compagnia di Cunningham terminò con il suo tour mondiale del 1964. Nel 1977 Rauschenberg, Cunningham e Cage collaborarono per la prima volta dopo 13 anni, quando la Merce Cunningham Dance Company di New York, inscenò, nel 1977, "Travelogue", per la quale Rauschenberg contribuì con i costumi e i disegni del set.
La vittoria di Rauchenberg alla Biennale di Venezia del 1964 è raccontata dettagliatamente nel film americano di Amei Wallach Taking Venice, del 2023. Il documentario, nell'ottica dell'arte come potere e politica, «svela i retroscena della Biennale di Venezia del 1964, con l’intervento del governo statunitense per far vincere Robert Rauschenberg». Il film condivide la tesi che, da quell'anno in avanti, New York diventa il centro dell'arte, soppiantando Parigi che aveva dominato la scena fin dal XIX secolo.

### Commissioni

Una BMW 635CSi dipinta da Rauschenberg nel 1985 nell'ambito del progetto BMW Art Car

Nel 1965 la rivista Life gli commissionò di realizzare una sorta di "Inferno moderno", per cui Rauschenberg non esitò a sfogare la sua rabbia verso la guerra del Vietnam e la sua conseguente gamma di orrori, includendo in tale opera anche la violenza razziale, il neo-nazismo, gli assassini politici e i disastri ecologici.
Il 30 dicembre 1979 il Miami Herald fece disegnare da Rauschenberg la copertina della sua rivista della domenica, Tropic, stampata in 650.000 copie. La copertina, una litografia originale, mostrava immagini della Florida del sud. L'artista ne autografò 150.
Nel 1983 vince un Grammy Award per la sua illustrazione dell'album dei Talking Heads, "Speaking in Tongues". Nel 1986 venne commissionato dalla BMW di dipingere, per l'Art Car Project, una BMW 635 Csi in grandezza naturale. Il contributo di Rauschenberg fu per prima includere nel progetto le ruote, così come incorporare nel design sue opere d'arte precedenti. Nel 1998 il Vaticano commissionò, e più tardi rifiutò, una sua opera basata sull'Apocalisse per commemorare Padre Pio da Pietrelcina, il religioso italiano morto nel 1968.

## Mostre
- Nel 1951 Rauschenberg realizzò la sua prima mostra personale, presso la galleria Betty Parsons,[20] e, nel 1954 una seconda, alla galleria Charles Egan. Nel 1955, sempre alla galleria Charles Egan,[21] mostrò, "Bed", una delle sue prime, e certamente una delle più famose, "Combines".[22]
- La sua prima retrospettiva venne organizzata dal Jewish Museum, a New York, nel 1963, mentre nel 1964 fu il primo artista americano a vincere il Gran Premio alla Biennale di Venezia[23]. Dopo aver ottenuto quel premio, godette di un notevole supporto istituzionale.
- Successivamente venne organizzata una retrospettiva alla Collezione Nazionale delle Belle Arti[24], a Washington, retrospettiva itinerante per tutti gli Stati Uniti tra il 1976 ed il 1978.[9]
- Dal 18 gennaio al 7 marzo 1976, Rauschenberg tiene la prima personale in Italia, presso il Palazzo dei Diamanti di Ferrara, città di cui diverrà cittadino onorario nel 2004, in occasione della sua seconda mostra nella stessa sede.[25]
- Nel 1977 prese avvio a New York, una retrospettiva presso il Solomon R. Guggenheim Museum, per spostarsi poi a Houston, Cologne, ed infine, nel 1999, a Bilbao.
- Nel 2005 vennero presentate mostre al Metropolitan Museum of Art, a New York, al Museo di Arte Contemporanea, a Los Angeles e al Centro Georges Pompidou, di Parigi, e nel 2007, al Moderna Museet di Stoccolma.
- Nel 2009 venne organizzata a Venezia una mostra itinerante presso la Collezione Peggy Guggenheim. Mostra che viaggiò al Tinguely Museum, di Basilea, al Guggenheim Museum di Bilbao, e nel 2010, alla Villa e Collezione Panza, di Varese, Infine nel 2011 al Botanical Vaudeville, alla Inverleith House, e al Royal Botanic Garden di Edimburgo.[26]
- Una mostra memoriale delle fotografie di Rauschenberg aprì il 22 ottobre 2008[27] al Guggenheim Museum.[28]
- Ulteriori mostre includono: 5 decenni di incisione, nel 2012, alla Leslie Sacks Contemporary
- Nel 2013 alla Jammers, Gagosian Gallery, di Londra
- Per le edizioni Hoarfrost, Gemini G.E.L. al Joni Moisant Weyl del 2104.
- Robert Rauschenberg: The Fulton Street Studio, 1953–54, Craig F. Starr Associates nel 2014.
- Collecting and Connecting, Nasher Museum of Art alla Duke University nel 2014.
- A Visual Lexicon, Leo Castelli Gallery del 2014.
- Robert Rauschenberg: Works on Metal, Gagosian Gallery, Beverly Hills del 2014.
- Robert Rauschenberg, de Sarthe Gallery, Hong Kong del 2016.[29]
- Dal 1º dicembre 2016 al 2 aprile 2017 la Tate Modern di Londra ha allestito la prima e più esaustiva retrospettiva postuma sul lavoro dell'artista.[30]
- Robert Rauschenberg, a cura di Graziano Menolascina, Galleria Conceptual, Milano, 2019

## Eredità
Già nel 1984, Rauschenberg annunciò la collaborazione del suo Rauschenberg Overseas Culture Interchange (ROCI) con le Nazioni Unite. Questa collaborazione sarebbe culminata con un tour di sette anni in dieci paesi per incoraggiare “la pace e la comprensione nel mondo”, attraverso Messico, Cile, Venezuela, Pechino, Tibet, Giappone, Cuba, Unione Sovietica, Berlino e Malaysia, località o Paesi nei quali lasciò un pezzo d'arte, venendo a sua volta influenzato dalle culture che visitava. I dipinti, spesso realizzati su superfici riflettenti, così come i disegni, le fotografie, gli assemblaggi ed altri dispositivi multimediali che venivano prodotti ed ispirati da questi ambienti, vennero poi considerate alcune delle sue opere più autentiche. L'avventura ROCI, supportata dalla Galleria d'Arte Nazionale di Washington, venne in mostra nel 1991.
Nel 1990 Rauschenberg creò la Fondazione Robert Rauschenberg (RRF) per promuovere la conoscenza delle cause di cui si curava, come la pace nel mondo, la difesa dell'ambiente e le questioni umanitarie. Istituì anche la Change, Inc., per conferire singole donazioni di più di mille dollari ad artisti talentuosi che necessitavano di un aiuto finanziario. Per volontà di Rauschenberg, archiviata nel Probate Court il 9 ottobre 2008, nominò maggiori beneficiari della sua fondazione, insieme a Darryl Pottorf, Christopher Rauschenberg, Begneaud, suo nipote Byron Richard Begneaud, e Susan Weil Kirschenbaum. Gli importi da elargire ai beneficiari non vennero rivelati, ma, come disse Pottorf, l'importo disponibile, “valeva milioni”.
La RRF oggi possiede molte opere di Rauschenberg risalenti ad ogni periodo della sua carriera. Nel 2011 la fondazione, in collaborazione con la Galleria Gagosian, presentò “La collezione privata di Robert Rauschenberg”, selezioni dalla collezione d'arte personale di Rauschenberg. Anche nel 2011, la fondazione lanciò il suo progetto stampa, “Artista come attivista”, invitando Shepard Fairey a focalizzarsi su una questione di sua scelta. L'opera pubblicata era in vendita allo scopo di aumentare i fondi per la "Coalizione per i Senzatetto". La fondazione mantiene anche il "19° Street Project Space" di New York. Nel 2000 Rauschenberg fu onorato con il premio di eccellenza per i contributi artistici nell'ambito dell'amfAR alla lotta contro l'AIDS.
Il 4 giugno 2004 la Galleria delle Belle Arti al Florida Southwestern State College venne rinominata "Bob Rauschenberg Gallery", celebrando un'amicizia di lunga durata con l'artista. Dal 1980 la galleria ha ospitato molte mostre di Rauschenberg.

## Mercato dell'arte
Nel 1951 realizzò la sua prima mostra personale presso la galleria Betty Parsons di New York. Più tardi, solo dopo molto incoraggiamento da sua moglie, Ileana Sonnabend, fece finalmente organizzare verso la fine degli anni 50', a Leo Castelli una mostra personale. L'eredità di Rauschenberg fu prima gestita a lungo dalla Pace Gallery, ma nel maggio 2010, venne spostata alla Gagosian Gallery, una galleria d'arte che aveva precedentemente esibito opere dell'artista nel 1986. Nel 2010 lo Studio Painting, una delle “Combines” di Rauschenberg, originariamente stimata da 6 a 9 milioni di dollari, fu acquistata da Christie's di New York, per 11 milioni di dollari dalla collezione di Michael Crichton .
Negli anni settanta occupò a lungo il primo posto nella classifica del Kunstkompass.

### Campagna per i diritti di rivendita degli artisti
Nei primi anni '70 Rauschenberg tentò di influenzare senza successo il Congresso U.S. per approvare una legge che avrebbe compensato gli artisti nel momento in cui il loro lavoro veniva rivenduto. L'artista più tardi supportò un'iniziativa per conto dello stato della California, iniziativa che divenne legge nel 1976, con il nome di "California Resale Royalty Act". Rauschenberg si occupò della lotta per i diritti di rivendita degli artisti dopo che un collezionista, detto "barone dei taxi", vendette parte della sua collezione d'arte ad un'asta del 1973, includendo il dipinto di Rauschenberg del 1958, “Thaw”, originariamente acquistato da un certo Scull per 900 $, ma che il "barone", riuscì a vendere ad 85 000 dollari ad un'asta, al Sotheby's Parke Bernet di New York.